# 리두익
리두익(李斗益, 1921년~2002년)은 조선민주주의인민공화국의 정치인 및 군인이었다.

## 생애
만주에서 태어났다. 빨치산파 중 한명으로, 88 국제 여단에 배속되어 일본제국 관동군과 게릴라전을 벌였다. 해방 이후에는 김일성과 인연을 기반으로 인민군에서 군생활을 하였으며, 6.25 전쟁에 참전한 경력이 있다. 조선인민군 차수 계급까지 올라갔으며, 숙환으로 사망하였다. 사망 이후 대성산혁명렬사릉에 안치되었다.